# شارلوت أورنيلاس
شارلوت دورنيلاس هي صحفية وكاتبة عمود غرنسية، ولدت 23 يونيو 1986 في اورليان في فرنسا.
تنحدر من حرك الهوية، وتعتبر واحدة من أكثر الشخصيات اليمنية المتطرفة شهرة في فرنسا. وهي عضو في المنظمة غير الحكومية SOS Chrétiens d'Orient.
شارلوت دورنيلاس هي lعائلة فرنسية من أصل برتغالي، تابعة لنبلاء مملكة البرتغال القديمة [المصدر غير كاف]، وقد ارتقت إلى أورليان من قبل الآباء الكاثوليك التقليديين. العائلة ملحقة بحفلة شارتر. إنها ابنة أسلوب بريتان في أرشيف رين، بيير دورنيلاس

## المذكرات والمراجع
1. 1 2 3   https://www.leparisien.fr/politique/qui-est-charlotte-d-ornellas-la-nouvelle-vedette-de-la-droite-ultra-conservatrice-26-09-2018-7903716.php. {{استشهاد ويب}}: |url= بحاجة لعنوان (مساعدة) والوسيط |title= غير موجود أو فارغ (من ويكي بيانات) (مساعدة)
2. ↑   https://www.france-renaissance.org/2016/1679/. {{استشهاد ويب}}: |url= بحاجة لعنوان (مساعدة) والوسيط |title= غير موجود أو فارغ (من ويكي بيانات) (مساعدة)
3. ↑   https://www.la-croix.com/amp/1200874659. {{استشهاد ويب}}: |url= بحاجة لعنوان (مساعدة) والوسيط |title= غير موجود أو فارغ (من ويكي بيانات) (مساعدة)

1. 1 2 3   https://www.leparisien.fr/politique/qui-est-charlotte-d-ornellas-la-nouvelle-vedette-de-la-droite-ultra-conservatrice-26-09-2018-7903716.php. {{استشهاد ويب}}: |url= بحاجة لعنوان (مساعدة) والوسيط |title= غير موجود أو فارغ (من ويكي بيانات) (مساعدة)
2. ↑   https://www.france-renaissance.org/2016/1679/. {{استشهاد ويب}}: |url= بحاجة لعنوان (مساعدة) والوسيط |title= غير موجود أو فارغ (من ويكي بيانات) (مساعدة)
3. ↑   https://www.la-croix.com/amp/1200874659. {{استشهاد ويب}}: |url= بحاجة لعنوان (مساعدة) والوسيط |title= غير موجود أو فارغ (من ويكي بيانات) (مساعدة)